# بيتر بلانك
بيتر بلانك (بالألمانية: Peter Blank)‏ هو منافس ألعاب قوى ألماني، ولد في 10 أبريل 1962 في فرانكفورت في ألمانيا.

## وصلات خارجية
- بيتر بلانك على موقع الاتحاد الدولي لألعاب القوى (الإنجليزية)
- بيتر بلانك على موقع أوليمبيديا (الإنجليزية)